# ابراهیم بن موسی کاظم
ابراهیم بن موسی بن جعفر، حسینی علوی طالبی لقب‌گرفته به جَـزّار (معروف به مرتضی) (؟–۸۳۷م) (نسب: ابراهیم بن موسی بن جعفر، حسینی علوی طالبی)پدرش موسی کاظم است .وی به فرماندهی ابن طباطبا و یاری ابوالسرایا در قیام علویان در مقابل مامون به سال199 هجری شرکت کرد.  در راستای این اتفاقات فرماندار یمن و مکه شده است .

## نسب و خانواده
ابراهيم بن موسی فرزند موسی کاظم مادرش ام ولد با نام نجیه بوده است  او یکی از برادران علی بن موسی الرضااست.او جدِّ سید رضی  و سید مرتضی علم‌الهدی است.

## فعالیت ها
او امیر علوی حجاز در سدهٔ نهم میلادی/دوم و اوایل سوم هجری و فرماندار مکه از سوی مأمون بود. در مکه می‌زیست، هنگامی که انقلاب ابوالسرایا در عراق برپا شد، به هواخواهی آن به یمن رفت و برای ابن طباطبا به دعوت پرداخت. ابراهیم بر یمن چیره شد. به مکه نیز حمله برد و امیر آن از سوی مأمون، یزید بن حنظلهٔ مخزومی را کشت. سپس مأمون که برادر ابراهیم علی بن موسی رضا را به ولایت‌عهدی گماشت، ابراهیم را نیز امیر مکه کرد. ابراهیم همراه مردم در سال ۲۲۲ق حج گزارد.

## وفات
ابراهیم تا سال ۲۱۰ هجری قمری در بغداد ساکن شد و سرانجام در اثر مسمومیت از دنیا رفت.